# Covington, Georgia
Covington är en stad i Newton County, Georgia, USA. Population var år 2000 11 547 invånare enligt folkräkningen. Beräkningar av folkmängden 2005 indikerade en population på 13 856 invånare. Staden är huvudsäte för Newton County.
Staden används som Inspelning av Mystic Falls I serien The Vampire Diaries